# Lot 6
Lot 6 est un canton dans le comté de Prince, Île-du-Prince-Édouard, Canada. Il fait partie de la Paroisse Egmont.

## Population
- 886 (recensement de 2001)[1]
- 843 (recensement de 2006)[1]
- 828 (recensement de 2011)[2]

## Communautés
Incorporé :
- O'Leary

Non-incorporé :
- Carleton
- Forestview
- Roxbury
- Unionvale
- Woodstock